# Cercomacroides parkeri
El hormiguero de Parker (Cercomacroides parkeri) es una especie de ave paseriforme de la familia Thamnophilidae perteneciente al género Cercomacroides, hasta recientemente incluida en Cercomacra. Es endémico de Colombia.

## Distribución y hábitat
Se distribuye por los Andes en el centro oeste de Colombia (ladera oeste de la cadena occidental, laderas norte y este de la cadena central, ladera oeste de la cadena oriental, incluyendo la Serranía de los Yariguíes).
Vive en el borde del bosque de montaña, en elevaciones entre los 1130 y 1830 m de altitud.

## Descripción
Mide 14 a 14,5 cm de longitud. Presenta dimorfismo sexual. El macho adulto es negro por encima y gris por debajo, con franjas blancas delgadas las alas y matíces oliváceos en los flancos. La hembra tiene las partes superiores de color pardo oliváceo, con corona, oídos, anillo ocular y lores gris parduzco; las partes inferiores desde el mentó a la región infracuadal, son de color rufo ferruginoso.

## Sistemática

### Descripción original
La especie C. parkeri fue descrita por primera vez por el ornitólogo estadounidense Gary R. Graves en 1997 bajo el nombre científico Cercomacra parkeri; localidad tipo «La Bodega, Antioquia, Colombia».

### Etimología
El nombre genérico femenino «Cercomacroides» deriva del género Cercomacra y del griego «oidēs»: que recuerda, significando «que recuerda a un Cercomacra»; y el nombre de la especie «parkeri», conmemora al ornitólogo estadounidense Theodore A. Parker III (1953-1993).

### Taxonomía
Ya fue considerada conespecífica con Cercomacroides tyrannina de quien es pariente cercana, así como de C. serva. Es monotípica. Antes incluida en el género Cercomacra, de donde fue separada junto a otras especies a un nuevo género Cercomacroides sobre la base de estudios filogenético moleculares y evidencias morfológicas y comportamentales.